# Отран
Отра́н (фр. Autrans) — колишній муніципалітет у Франції, у регіоні Овернь-Рона-Альпи, департамент Ізер. Населення — 1640 осіб (2011)
Муніципалітет був розташований на відстані близько 480 км на південний схід від Парижа, 85 км на південний схід від Ліона, 15 км на захід від Гренобля.

## Історія
До 2015 року муніципалітет перебував у складі регіону Рона-Альпи. Від 1 січня 2016 року належав до нового об'єднаного регіону Овернь-Рона-Альпи.
1 січня 2016 року Отран і Меодр було об'єднано в новий муніципалітет Отран-Меодр-ан-Веркор.

## Демографія
Динаміка населення (INSEE ):
Розподіл населення за віком та статтю (2006):
| Стать | Всього | До 15 років | 15-24 | 25-44 | 45-64 | 65-85 | Понад 85 |
| --- | ------ | ----------- | ----- | ----- | ----- | ----- | -------- |
| Чоловіки | 872    | 188         | 107   | 186   | 248   | 139   | 4        |
| Жінки | 769    | 139         | 83    | 188   | 217   | 138   | 4        |
| \| Статево-вікова піраміда \| Статево-вікова піраміда \| Статево-вікова піраміда \| \| ----------------------- \| ----------------------- \| ----------------------- \| \| Чоловіки \| Вік \| Жінки \| \| 4 \| 85 + \| 4 \| \| 28 \| 80-84 \| 47 \| \| 47 \| 75-79 \| 20 \| \| 24 \| 70-74 \| 47 \| \| 40 \| 65-69 \| 24 \| \| 63 \| 60-64 \| 47 \| \| 67 \| 55-59 \| 44 \| \| 47 \| 50-54 \| 59 \| \| 71 \| 45-49 \| 67 \| \| 32 \| 40-44 \| 69 \| \| 67 \| 35-39 \| 67 \| \| 47 \| 30-34 \| 20 \| \| 40 \| 25-29 \| 32 \| \| 58 \| 20-24 \| 37 \| \| 49 \| 15-20 \| 46 \| \| 77 \| 10-14 \| 40 \| \| 60 \| 5-9 \| 48 \| \| 51 \| 0-4 \| 51 \| |        |             |       |       |       |       |          |
| Статево-вікова піраміда |        |             |       |       |       |       |          |
| Чоловіки | Вік    | Жінки       |       |       |       |       |          |
| 4 | 85 +   | 4           |       |       |       |       |          |
| 28 | 80-84  | 47          |       |       |       |       |          |
| 47 | 75-79  | 20          |       |       |       |       |          |
| 24 | 70-74  | 47          |       |       |       |       |          |
| 40 | 65-69  | 24          |       |       |       |       |          |
| 63 | 60-64  | 47          |       |       |       |       |          |
| 67 | 55-59  | 44          |       |       |       |       |          |
| 47 | 50-54  | 59          |       |       |       |       |          |
| 71 | 45-49  | 67          |       |       |       |       |          |
| 32 | 40-44  | 69          |       |       |       |       |          |
| 67 | 35-39  | 67          |       |       |       |       |          |
| 47 | 30-34  | 20          |       |       |       |       |          |
| 40 | 25-29  | 32          |       |       |       |       |          |
| 58 | 20-24  | 37          |       |       |       |       |          |
| 49 | 15-20  | 46          |       |       |       |       |          |
| 77 | 10-14  | 40          |       |       |       |       |          |
| 60 | 5-9    | 48          |       |       |       |       |          |
| 51 | 0-4    | 51          |       |       |       |       |          |

## Економіка
2010 року серед 1079 осіб працездатного віку (15—64 років) 841 була активною, 238 — неактивними (показник активності 77,9%, у 1999 році було 73,5%). З 841 активної мешканців працювали 763 особи (400 чоловіків та 363 жінки), безробітними було 78 (50 чоловіків та 28 жінок). Серед 238 неактивних 73 особи були учнями чи студентами, 113 — пенсіонерами, 52 були неактивними з інших причин.

У 2010 році в муніципалітеті числилось 716 оподаткованих домогосподарств, у яких проживали 1619,5 особи, медіана доходів виносила 18 878 євро на одного особоспоживача